# Картвелішвілі Дмитро Леванович
Дмитро Леванович Картвелішвілі (груз. დიმიტრი ქართველიშვილი, * 13 грудня 1927, Тбілісі, Грузинська РСР, СРСР) — радянський грузинський державний і партійний діяч. Голова Ради міністрів Грузинської РСР (1982—1986). Член КПРС з 1956 року. Депутат Ради Союзу Верховної Ради СРСР 9-11 скликань (1974—1989) від Грузинської РСР.

## Життєпис
Народився 13 грудня 1927 року у Тіфлісі в родині юриста.
1951 року закінчив Грузинський політехнічний інститут за фахом інженер-механік.
З вересня 1951 працював на Кутаїському автомобільному заводі спочатку інженером, потім — старшим інженером, а згодом — завідувачем лабораторії. З 1955 — заступник головного конструктора. 1965 року зайняв пост головного конструктора заводу.
У червні 1971 року очолив Кутаїський міськвиконком.
З березня 1975 року — завідувач відділу промисловості, транспорту та зв'язку Ради міністрів Грузинської РСР.
У червні 1976 зайняв пост першого заступника голови Держплану Грузії. З жовтня 1978 року — завідувач відділу планових і фінансових органів ЦК Компартії Грузії.
З 10 квітня 1979 по 2 липня 1982 року обіймав посаду заступника голови Ради міністрів Грузинської РСР — голови Державного планово комітету (Держплану) Грузинської РСР.
2 липня 1982 — 12 квітня 1986 року — голова Ради міністрів Грузинської РСР.
Після виходу у відставку з посту глави уряду, 1986 року, зайняв пост начальника Грузинського республіканського управління Держстандарту СРСР.
З березня 1988 року — директор проєктно-технологічного інституту «Груздіпропобут». З листопада 1989 — завідувач відділу промисловості Управління справами Ради міністрів Грузинської РСР.
З жовтня 1990 року — персональний пенсіонер союзного значення.